# 악역 영애이기 때문에 최종 보스를 길러보았습니다
《악역 영애이기 때문에 최종 보스를 길러보았습니다》(일본어: 悪役令嬢なのでラスボスを飼ってみました 아쿠야쿠레에조오나노데라스보스오캇테미마시타[*])는 나가세 사라사(작가), 무라사키 마이(일러스트)가 원작한 일본의 라이트 노벨 소설 작품이다. 2017년 5월 12일부터 소설 투고 사이트 〈소설가가 되자〉에서 연재되었던 작품으로 2017년 9월 1일부터 카도카와 빈즈 문고(KADOKAWA)에서 단행본을 간행하고 있으며, 2022년 9월 기준으로 10권까지 나왔다. 만화판은 번외편까지 포함해 전 3권으로 나왔다. 텔레비전 애니메이션은 마호 필름에서 만들어 2022년 10월 1일부터 12월 17일까지 도쿄 MX 등에서 방영했다.

## 방영 목록
| 회차           | 방송 일자        | 제목                                   |
| -------------- | ---------------- | -------------------------------------- |
| 1화            | 2022년 10월 1일  | 악역 영애의 시작                       |
| 2화            | 2022년 10월 8일  | 악역 영애는 적도 많지만 수하도 많아    |
| 3화            | 2022년 10월 15일 | 악역 영애는 탐욕적이라 이기러 갈 거야  |
| 4화            | 2022년 10월 22일 | 악역 영애는 최종 보스라도 기를 수 있어 |
| 5화            | 2022년 10월 29일 | 악역 영애는 약혼자를 속인다            |
| 6화            | 2022년 11월 5일  | 악역 영애는 악을 용서하지 않는다       |
| 7화            | 2022년 11월 12일 | 악역 영애는 출연을 독식한다            |
| 8화            | 2022년 11월 19일 | 악역 영애의 악행이 폭로되다            |
| 9화            | 2022년 11월 26일 | 악역 영애에 대한 건 잊는 편이 좋아     |
| 10화           | 2022년 12월 3일  | 악역 영애의 사랑은 전해지지 않아       |
| 11화           | 2022년 12월 10일 | 언제나 악역 영애는 단죄를 당한다       |
| 마지막화(12화) | 2022년 12월 17일 | 악역 영애라도 사랑이 있으면 주인공     |